# 萨克达尔党
萨克达尔党是由菲律賓作家贝尼尼奥·拉莫斯于1933年10月29日发起的組織。该組織的名称源自他加祿語，意思是抗议、控诉或攻击。贝尼尼奥·拉莫斯具有亲日本倾向，萨克达尔党以菲律賓獨立、财产重新分配、减税、驅逐美國企業家、提高政府透明度、消灭资本家和土地主為宗旨，而且該組織還宣传日本强大。美国官員認為萨克达尔党具有有共产主义倾向。截至1935年，萨克达尔党拥有党员6.8万人。
1935年，萨克达尔党领导人组织了一场反對美國的起事，起事於5月2日在布拉干省爆發，参加起事的萨克达尔党人有6.8万人。不過在5月4日，起事武裝基本上被美屬菲律賓當局擊潰。约70名起事參與者被杀，800人被逮捕。最終萨克达尔党解散。